# Oldendorfer Moor
Das Oldendorfer Moor ist ein Naturschutzgebiet in der niedersächsischen Gemeinde Lastrup im Landkreis Cloppenburg.
Das Naturschutzgebiet mit dem Kennzeichen NSG WE 200 ist 75 Hektar groß. Es liegt südwestlich von Lastrup am Löninger Mühlenbach. Im Naturschutzgebiet finden sich Erlenbruchwälder und Feuchtwiesen auf Niedermoor.
Das Gebiet steht seit dem 30. Juni 1990 unter Naturschutz. Zuständige untere Naturschutzbehörde ist der Landkreis Cloppenburg.